# Santo Pietro di Tenda
Santo Pietro di Tenda (in francese Santo-Pietro-di-Tenda, in corso Santu Petru di Tenda) è un comune francese di 354 abitanti situato nel dipartimento dell'Alta Corsica nella regione della Corsica.

## Monumenti e luoghi d'interesse
- Sito neolitico
- Oratorio barocco
- Chiesa di San Giovanni Evangelista
- Una gran parte del deserto delle Agriate fa parte del territorio comunale

## Società

### Evoluzione demografica
Abitanti censiti